# Poussay
Poussay é uma comuna francesa na região administrativa do Grande Leste, no departamento de Vosges. Estende-se por uma área de 8.69 km². Em 2010 a comuna tinha 710 habitantes (densidade: 81,7 hab./km²).